# James Russell Hamilton
James Russell Hamilton ou James Hamilton, né le 14 mars 1921 à Topeka au Kansas, États-Unis et décédé en 2003, est un orientaliste, turcologue et dunhuangologue français. Il a principalement étudié les civilisations ouïgoures  à partir de manuscrits de Dunhuang. Il faisait partie de l'Union internationale des orientalistes.

## Biographie

### Origines familiales et enfance
Il est né le 14 mars 1921 à Topeka au Kansas, lorsque ses grands-parents paternels étaient originaires du Nord-Est américain, et maternels de Norvège et Cleveland (Angleterre) s'étaient installés au Kansas pour construire la nouvelle voie ferrée. Cette région a été vendue aux États-Unis par Napoléon Bonaparte 1903 et n'est devenue un État qu'en 1861, au début de la guerre d'indépendance. Sa mère est née dans la ville (disparue depuis le renommage du Rio Grande) de San Martial au Nouveau-Mexique et son père y était chef de train.
Pendant l'été James Russell Hamilton, se rendait chez sa tante paternelle dans un ranch au nord de l'État de Washington, entre les rivières Columbia et Pend-Oreille, au nord de Colville, cette région comportait une importante population américaine native et française. Il appréciait cet endroit, la situation dans les États de l'Union était plus dure socialement.

## Publications

### Ouvrages
- James Russell Hamilton, Les Ouïghours à l'époque des cinq dynasties d'après les documents chinois, vol. 10, Paris, Presses universitaires de France, coll. « Bibliothèque de l'Institut des hautes études chinoises », 1955 (BNF 33956383)
  - Compte rendu : (en) Owen Lattimore, « Reviewed Work: Les Ouïghours à l'époque des Cinq Dynasties d'après les documents chinois by James Russell Hamilton », Oriens, Brill, vol. 12, nos 1/2,‎ 31 décembre 1959, p. 272-274 (DOI 10.2307/1580235, présentation en ligne)
  - Traduction en chinois : 哈密顿, 耿升 et Mu (trad. 穆根来), 五代回鹘史料, 乌鲁木齐, 新疆人民出版社,‎ 1982 (OCLC 600977377)
- James Russell Hamilton, Le Conte bouddhique du bon et du mauvais prince en version ouïgoure, manuscrits ouïgours de Touen-Houang, Paris, Klincksieck, 1971, 204 p. (BNF 35452178) (Texte de la thèse de 3e cycle de philologie turque soutenue par J.R. Hamilton, à Paris en 1968).
  - Compte rendu : (en) R. E. Emmerick, « Reviewed Work: Manuscrits ouïgours de Touen-Houang. Le conte bouddhique du bon et du mauvais prince en version ouïgoure by James Russell Hamilton », Bulletin of the School of Oriental and African Studies, London, University of London, vol. 36, no 3,‎ 1973, p. 693-696 (présentation en ligne)
- James Russell Hamilton, Manuscrits ouïgours du IXè-Xè siècle de Touen-Houang, Paris, Peeters France, 1986 (lire en ligne) (2 volumes)

### Articles
- « Autour du manuscrit Staël-Holstein », T'oung Pao, no 46,‎ 1958, p. 115-153[3]
- James Russell Hamilton et Paul Demiéville, « A.v. Gabain, Maitrisimt, œuvre bouddhique en version turque ancienne », T'oung Pao, no 46,‎ 1958, p. 433-445[3]